# Danh sách Creepypasta

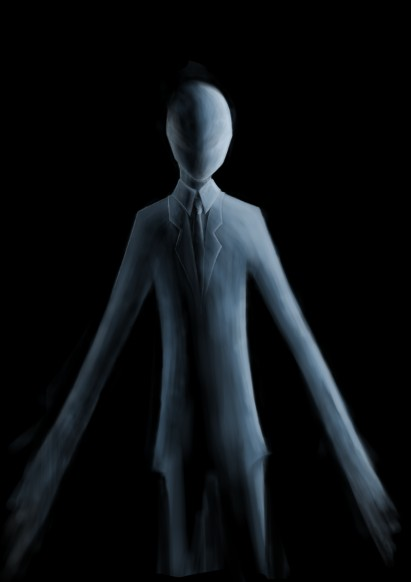
Slenderman, một trong những truyền thuyết creepypasta phổ biến nhất

Creepypasta là những truyền thuyết kinh dị được chia sẻ trên khắp Internet. Creepypasta kể từ đó đã trở thành một thuật ngữ chung được dùng để chỉ về bất kỳ nội dung kinh dị nào được đưa lên Internet. Thường là những mẩu truyện huyền bí ngắn hoặc dài do người dùng tạo ra nhằm mục đích hù dọa và gây sợ hãi cho người đọc. Chúng bao gồm những câu chuyện về việc giết người, tự sát và những sự kiện xảy ra ở những thế giới khác hoặc dựa trên một sự kiện bất kỳ có thật. Chủ đề của Creepypasta rất đa dạng trong đó có thể bao gồm ma/quỷ, giết người/tra tấn, các tập phim chương trình truyền hình/hoạt hình bị cấm chiếu do nội dung quá kinh dị khủng khiếp, trò chơi điện tử bị ma ám..v..v... Creepypasta có độ dài từ một đoạn văn đến loạt sê-ri bài, nhiều phần có thể trải dài trên nhiều loại phương tiện truyền thông khác nhau. Creepypasta là một từ ghép của từ creepy và copypasta; thuật ngữ này lần đầu được nhắc trên bảng danh mục 4chan vào khoảng năm 2007. Copypasta đề cập đến việc văn bản đã được sao chép và đăng lại bởi người dùng trên diễn đàn nhiều lần; thuật ngữ này lần đầu được đặt trên 4chan vào khoảng năm 2006.

## Danh sách creepypasta
Đây là một danh sách chưa hoàn tất, và có thể sẽ không bao giờ thỏa mãn yêu cầu hoàn tất. Bạn có thể đóng góp bằng cách mở rộng nó bằng các thông tin đáng tin cậy.

### Slender Man
Slender Man mang hình dáng giống một người đàn ông rất gầy và mảnh mai, rất cao với một khuôn mặt trắng bệch và mặc trên người một bộ comple đen với chiếc cà vạt đỏ. Nhân vật này có nguồn gốc từ một cuộc thi Photoshop ở trên một diễn đàn Internet đến từ Hoa Kỳ tên là SomethingAwful vào năm 2009, trước khi được giới thiệu như một nhân vật phản diện chính trong một trò chơi ảo thuộc thế giới thực Marble Hornets. Theo hầu hết các câu chuyện, hắn nhắm mục tiêu vào những người trẻ và trẻ em nhỏ, hắn được cho là thường lui tới những nơi vắng người vào ban đêm và dựa vào thân hình mảnh mai để giả làm cột điện, cây cao,..v..v... để tránh bị chú ý, những người được cho là đi vào rừng để tìm kiếm hắn hoặc bị lạc trong khu rừng nơi mà hắn thường xuyên lui tới đều có khả năng chạm trán với hắn trực tiếp là rất cao. Truyền thuyết nãy cũng gây tranh cãi với Vụ án đâm người Slender Man vào năm 2014. Hai bé gái 12 tuổi đã đâm một người bạn của mình và bỏ mặc cô bé lại trong rừng. Nạn nhân bị đâm sống sót sau cuộc tấn công, bò ra khỏi bìa rừng và được giúp đỡ. Hai cô bé đã bị bắt, khi bị thẩm vấn, hai cô bé tiết lộ rằng họ đã cố gắng giết bạn của mình vì "Slenderman sẽ giết gia đình họ" nếu họ không làm vậy..

### Khu giải trí bỏ hoang của Disney (Tiếng Anh: Abandoned by God)
Khu giải trí bỏ hoang của Disney là một truyền thuyết creepypasta được viết bởi một người dùng tên là Slimebeast kể về một người đàn ông khám phá một Khu giải trí Disney bị bỏ hoang tên là Mowgli's Palace. Cao trào của câu chuyện được đẩy lên khi người đàn ông nọ tìm tới một căn phòng được đánh dấu "CHARACTER PREP 1" nơi có những bộ đồ linh vật nổi tiếng của Disney được cất giữ, bỗng dưng có một bộ đồ hình con chuột Mickey với màu sắc bị đảo lộn đứng lên và nó nói rằng "Anh có muốn xem cái đầu tôi rơi xuống đất không?" thế là nó nhổ cái đầu ra khỏi cổ, máu vàng phun ra. anh ta sợ hãi chạy thật nhanh ra khỏi chỗ đó và thứ cuối cùng anh thấy là dòng chữ trên tường nói rằng "Bị ruồng bỏ bởi chúa" (Abandoned by God!)

### Jeff the Killer

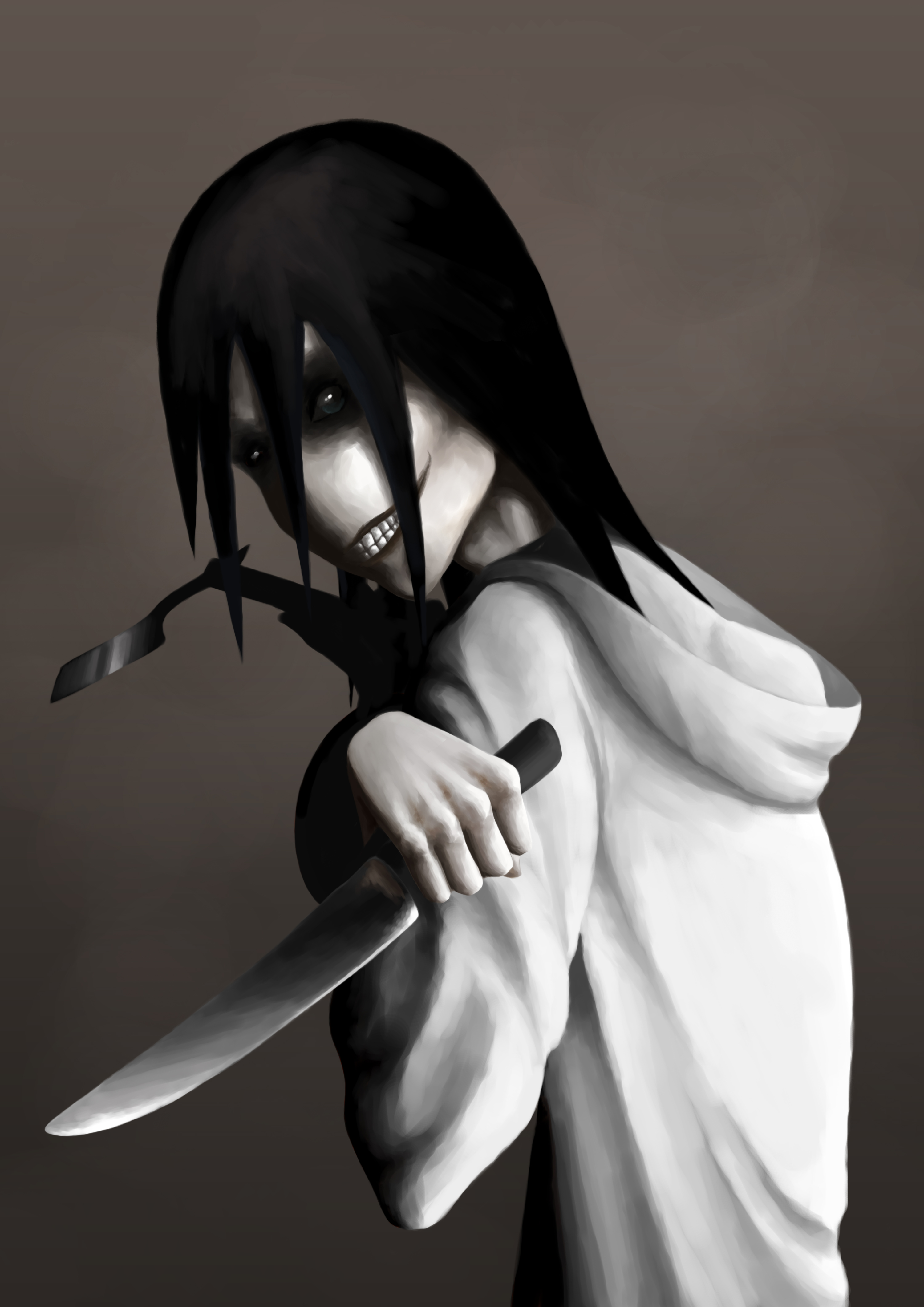
Hình ảnh của Jeff the Killer

Jeff the Killer là một câu chuyện có kèm theo hình ảnh của nhân vật. Câu chuyện là về một thiếu niên tên là Jeffrey Woods bị tấn công bởi một nhóm những kẻ bắt nạt. Cuộc chiến kết thúc với việc Jeff suýt bị bắt vì tội hành hung nhưng người anh trai của cậu là Liu Woods đã thay cậu đầu thú trước cảnh sát và bị bắt đi, điều đó khiến Jeff trở nên rất trầm cảm và cuộc sống của cậu cũng dần dần trở nên tồi tệ hơn bởi sự dày vò của hận thù và hối hận. Cha mẹ của cậu ấy buộc cậu ấy phải đến tham dự một bữa tiệc sinh nhật của một người hàng xóm , đó là nơi anh ấy đụng độ những kẻ bắt nạt. Ở đó, những kẻ bắt nạt đã tạt rượu vào người và phóng hỏa và bị bỏng vô cùng nặng. Sau khi xuất viện và được tháo băng, Jeff bắt đầu trở nên điên loạn và tự khắc trên khuôn mặt của mình một vết sẹo hình nụ cười, tự đốt mí mắt và tàn sát cả gia đình bằng một con dao và súng ngắn. Anh ta trở thành một kẻ giết người hàng loạt lẻn vào nhà nạn nhận ngẫu nhiên vào ban đêm và thì thầm một câu nói "Suỵt~.....đi ngủ nào" (Shhh~...go to sleep) với nạn nhân của mình trước khi lấy đi mạng sống của họ. Câu chuyện nhanh chóng trở thành một trong những truyền thuyết creepypasta phổ biến nhất và đã là nguồn cảm hứng cho nhiều câu chuyện khác bao gồm cả Jane the Killer.
Nhân vật Jeff được tạo ra bởi người dùng DeviantArt tên Sesseur. Câu chuyện trên không phải do chính Sesseur làm ra mà là do "một người hâm mộ tác phẩm trước đó của anh ấy." Một bài báo năm 2013 khẳng định rằng hình ảnh ban đầu của Jeff the Killer là một bức ảnh được chỉnh sửa rộng rãi về một cô gái tự tử vào mùa thu năm 2008. Tuy nhiên, vào năm 2018, sau khi có một cuộc nghiên cứu sâu rộng về bảng /x/ của 4chan thì tin đồn này đã được làm rõ; hình ảnh gốc lấy từ trang web pya.cc của Nhật Bản từ tháng 9 và tháng 11 năm 2005.

### Ted the Caver
"Ted the Caver" bắt đầu là một trang web của Angelfire vào đầu năm 2001 trong đó lưu lại cuộc phiêu lưu của một người đàn ông và những người bạn của anh ta khi họ khám phá một hang động có lối đi siêu hẹp ngay gần nhà mình. Truyện có dạng một chuỗi các bài blog. Khi các nhà thám hiểm tiến sâu hơn vào trong hang, họ bắt đầu bắt gặp những chữ tượng hình và tiếng động kỳ lạ. Trong một bài đăng trên blog cuối cùng Ted đã viết rằng anh và những người bạn đồng hành của mình sẽ mang súng vào hang sau khi trải qua một loạt các cơn ác mộng và ảo giác. Blog đã không được cập nhật kể từ bài đăng cuối cùng. Vào năm 2013, một bộ phim độc lập chuyển thể từ câu chuyện đã được sản xuất có tên là Living Dark: the Story of Ted the Caver (tiếng Việt: Chuyện rùng mình ở hang động).

### Penpal
Penpal (Bạn qua thư) là một tiểu thuyết creepypasta sáu phần của Dathan Auerbach. Các câu chuyện gốc đã được xuất bản trên reddit sau đó được thu thập lại dưới dạng bìa mềm tự xuất bản vào năm 2012.

### Thí nghiệm giấc ngủ của người Nga
"Thí nghiệm giấc ngủ của người Nga" kể về các điệp viên và nhà khoa học Liên Xô làm thử nghiệm trên cả tù nhân chính trị và tù nhân chiến tranh trong Thế chiến thứ hai, trong đó các tù nhân được giam trong một căn phòng kín, chứa đầy một loại chất khí khí thử nghiệm có tác dụng ngăn chặn giấc ngủ. Loại khí bí ẩn này biến khiến cho các tù nhân bị tâm thần, hóa điên giống những con quái vật giống hay như những thây ma hung bạo lao vào nhau cắn xé ăn thịt lẫn nhau. Cuối cùng, chỉ huy yêu cầu các tên lính vào giết các tù nhân bằng súng tiểu liên PPSH-41. Một trong số các tù nhân trước khi chết đã thốt lên "Tự do đã ở gần rồi!".

### 1999
1999 là một truyền thuyết creepypasta bắt đầu dưới dạng một blog của Camden Lamont và nó được cập nhật theo thời gian thực. Nó kể về câu chuyện của một người đàn ông Canada tên là Elliot, người đang điều tra một kênh truyền hình truy cập công cộng bí ẩn có tên là Caledon Local 21. Linh vật của kênh là "Mr. Bear", đó là ngôi sao của loạt phim Mr. Bear's Cellar. Elliot nhớ khi còn nhỏ đã viết thư cho ông Bear và trong quá trình điều tra, ông tìm thấy một đồn cảnh sát có một số cuốn băng của ông Bear, trong đó có một đoạn mà ông Bear giết một số trẻ em. Trong một trong những bản cập nhật cuối cùng, Camden nói rằng anh đã được liên hệ qua một địa chỉ email được cho là của Mr. Bear. Blog kết thúc trên một cuộc chia sẻ sau khi Camden đề cập đến địa chỉ email.
Vài năm sau khi câu chuyện bắt đầu lan truyền trên internet, Camden Lamont đã gửi lời buộc tội đạo văn cho Fandom Creepypasta Wiki sau khi một phiên bản của câu chuyện được xuất bản trên trang web này. Trong phiên bản này, một số tài khoản của loạt video trên Caledon Local 21 có tên Paint With the Soul gần giống với một số video được tải lên YouTube như một phần của loạt video web AlanTutorial. Phiên bản này sau đó đã bị DMCA xóa khỏi các trang FANDOM bởi chính Camden Lamont, người đã đưa ra một tuyên bố rằng anh không biết rằng câu chuyện đã được đăng và cập nhật liên tục trong vài năm, tất cả đều không có sự đồng ý của anh.

### Smile Dog
Trên trang web UseNet, một hình ảnh được đăng không có cốt truyện với có tiêu đề "smile.jpg". Hình ảnh đen trắng trong đó có một chú chó husky với nụ cười toe toét như con người, cùng với một bàn tay đang vươn ra. Các tác giả viết Creepypasta đã tạo ra những câu chuyện để giải thích cho hình ảnh, một trong những phiên bản phổ biến nhất là của một tác giả nghiệp dư. Tác giả đến gặp một bà lão có một câu chuyện muốn kể cho ông nhưng sau khi ông đến thì bà lão này bắt đầu trở nên điên loạn. Bà nói rằng rằng bà đã nhìn thấy hình ảnh của chú chó cười trên trên một chiếc đĩa mềm từ 15 năm trước và đã phát điên vì nó. Hình ảnh đã bị mất và giờ chỉ có các biến thể sai hiện trên internet. Hình ảnh này là một mối nguy hiểm quang học và cả tâm lý, nó có ảnh hưởng đến thần kinh con người và gây ra những cơn ác mộng sống động, hoảng sợ và cảm giác lo lắng tột độ, có thể dẫn đến hành động tự làm hại bản thân. Một số người cho rằng hình ảnh gốc có thể vẫn đang nằm trên một web ở đâu đó và thậm chí có những người cho rằng họ đã nhìn thấy nó. Một nhóm tin tặc được cho là đã xâm nhập vào một diễn đàn và hack vào trang web làm cho mọi hình ảnh hiển thị và hình nền desktop trên máy tính họ đều trở thành bức hình con chó cười, cuộc đột kích của những tên hacker dường như đã khiến nhiều người bị điên và bắt đầu tự sát bằng tất cả mọi vật dụng nằm gần họ và bỏ mạng trong đau đớn, một tên hacker đã kể lại với giọng run run ngấn lệ rằng.... 
"Ờm.... Một anh sĩ quan cảnh sát nói với tôi rằng có người đã được tìm thấy là đã tự lấy mạng mình bằng cách đâm đầu vào chiếc màn hình lồi CRT và bị điện giật, mọi thứ thật kinh khủng và tôi không tiện kể, khi nhân viên cứu hộ và cảnh sát cắt được chiếc màn hình ra thì họ thấy anh ta đã mất mạng khi vẫn đang nở một cụ cười toe toét"
Những người từng xem bản gốc vẫn còn sống đã mô tả bàn tay giống như "đang vẫy gọi" họ và một số người thậm chí còn cho rằng đó là bàn tay của ma quỷ, Satan. Hình ảnh hiển thị ở trên cùng là hình ảnh được chỉnh sửa cho là gần giống với bản gốc.

### The Ayuwoki
"The Ayuwoki" bắt đầu là một video trên YouTube được tạo ra vào năm 2009 bởi nhà văn viễn tưởng Thomas Rengstorff, để quảng cáo cho một robot hoạt hình với chiếc mặt nạ giống như hình dáng méo mó của nam ca sĩ nhạc pop Michael Jackson quá cố. Vào đầu năm 2019 nó đã được chuyển thành một meme, một thử thách, một huyền thoại đô thị và một trò chơi điện tử; nó đã xoa dịu mọi lo ngại về ảnh hưởng meme của một số nhà chức trách. The Ayuwoki  lấy tên của nó từ một lỗi chính tả trong tiếng Tây Ban Nha của lời bài hát "Annie, are you okay?" từ bài hát "Smooth Criminal".

### The Backrooms
Những căn phòng đằng sau thực tại (tên tiếng Anh: The Backrooms) là một đoạn văn ngắn ban đầu được đăng lên bảng /x/ của 4chan vào năm 2019 dưới dạng chú thích cho bức ảnh chụp hành lang với thảm và các bức tường với giấy dán tường màu vàng. Câu chuyện ám chỉ rằng nếu bạn "Rơi ra khỏi thực tại ở một thời điểm nào đó" thì bạn sẽ kết thúc ở những căn phòng đằng sau thực tại, đó là một một khu vực hoang vu trống trải với các hành lang và các căn phòng nối tiếp nhau và được miêu tả là không có gì ngoài "mùi hôi của tấm thảm ẩm cũ, một màu vàng đơn sắc, tiếng nền ồn vô tận của đèn huỳnh quang ở mức chói sáng tối đa và khoảng sáu trăm triệu dặm vuông của những căn phòng trống được phân chia ngẫu nhiên để bạn mãi mãi bị mắc kẹt trong đó," cũng như những thực thể ác độc săn lùng những người sống sót qua ba cấp độ riêng biệt trong khu vực, từ cấp độ 0 đến 2. Vị trí trong bức ảnh gốc tạo nên câu chuyện Phòng hậu vẫn chưa được xác định vào năm 2021. Phòng hậu là một ví dụ về không gian ngưỡng hay tiếng anh là Liminal Spaces. Đừng cố gắng no-cilp vào thebackrooms, vì ở đấy nó sẽ những thực thể và những ( level phụ ). 

### Địa điểm 58

Local 58

Địa điểm 58 (tên tiếng Anh: Local 58) là một loạt các video dài tập trên YouTube được tạo bởi Kris Straub xoay quanh một kênh tin tức liên tục bị tấn công. Loạt video dài tập trên mạng này được chú ý nhờ các hiệu ứng khiến nó trông giống như một chương trình truyền hình thực tế. Mỗi tập phim xoay quanh một kịch bản khác nhau trong đó kênh tin tức bị chiếm quyền điều khiển. Ví dụ, "Contingency" cho người xem xem một vụ cướp trong đó một nước ngoài đã chiếm được nước Mỹ và sau đó xảy ra một vụ tự sát bằng súng. Chương trình phát sóng sau đó kết luận rằng "Tiểu bang thứ 51 không phải là một địa điểm" trước khi chương trình phát sóng đột ngột chuyển sang thông báo xin lỗi về 'trò lừa bịp'. Một mục khác trong loạt phim, "Dịch vụ thời tiết", chi tiết là thông qua Hệ thống cảnh báo khẩn cấp thông báo một sự kiện ngoài hành tinh dường như liên quan ngày tận thế, trong đó Mặt trăng hoặc một lực lượng dựa trên nó 'lây nhiễm' cho những người đang sử dụng tín hiệu vệ tinh. Đoạn video lên đến đỉnh điểm khi một người cố gắng cầu xin khán giả đừng nhìn vào Mặt trăng để tránh bị 'nhiễm bệnh' sau khi chiến đấu với một thực thể, thực thế đó thì lại hướng dẫn khán giả làm điều ngược lại, cảnh quay cuối cùng là cảnh quay người bị 'nhiễm bệnh', máy quay chuyển sang quay mặt Trăng, lúc đó có một số lượng lớn người đang la hét kinh hoàng trong nền.

### Siren Head

Siren Head ở trên phải.

Siren Head là một con quái vật hư cấu được tạo ra bởi nghệ sĩ người Canada tên là Trevor Henderson. Nó là một sinh vật cao lớn, hốc hác với một cặp còi ở trên đầu, có khả năng phát ra nhiều tiếng ồn khác nhau cả tự nhiên và nhân tạo trong đó bao gồm còi báo động, phát thanh radio, nhiễu trắng và tiếng người. Là kẻ săn mồi phục kích, nó luôn ẩn mình trong tầm nhìn dễ thấy và đôi khi bắt chước giọng nói của những nạn nhân trong quá khứ để dụ bất kỳ con mồi tiềm năng nào đến gần. Sinh vật này là một trong nhiều quái vật trong tác phẩm nghệ thuật theo phong cách cảnh quay found-footage của Trevor Henderson bao gồm mèo hoạt hình, sâu cầu, ngựa dài,... và là chủ đề của nhiều trò chơi điện tử, phổ biến nhất là trò chơi kinh dị ngắn được phát triển độc lập bởi Modus Interactive với sự cho phép của Henderson. Trò chơi ban đầu được tạo ra vào năm 2018 cho Game Jam theo chủ đề PlayStation và đã trở nên phổ biến hơn vào năm 2020 sau khi được giới thiệu bởi các YouTuber và streamer bao gồm PewDiePie, Markiplier, và Jacksepticeye. Siren Head cũng được đưa vào một bản mod Fallout 4 nổi tiếng có tên là Whispering Hills. Một trò chơi khác cũng có tên là Sirenhead, đã được phát triển bởi UndreamedPanic và được khen ngợi về hình ảnh và thiết kế âm thanh của nó.

### The Rake
The Rake là một sinh vật hình người kỳ lạ đã được trông thấy đã được báo cáo ở bốn lục địa khác nhau, đôi khi nó được gọi là "Skin-Walker", với công bố sớm nhất được biết đến là nhật ký của một người lính thủy đánh bộ vào năm 1691. Được đặt tên theo bộ móng vuốt dài và sắc bén của nó, The Rake xé xác nạn nhân trong giấc ngủ của họ và trong một số trường hợp nó còn thì thầm với họ bằng một giọng nói đáng sợ. Những người may mắn sống sót sau khi nhìn thấy The Rake phải chịu những suy nghĩ tổn thương về ngoại hình và hành vi của nó.
The Rake thường được liệt kê là một trong những con quái vật Creepypasta nổi tiếng nhất. Năm 2018, một bộ phim dựa trên The Rake được phát hành trên TubiTV và Amazon Prime. Bộ phim bị nhận xét không tốt từ giới phê bình.

### Món súp tra tấn (Blank Room Soup)
"Món súp tra tấn" hay "Blank Room Soup" (hoặc "Torture Soup") là một đoạn video trong đó người ta thấy một người đàn ông miễn cưỡng ăn bát súp bằng một chiếc thìa lớn. Giữa đoạn video, người đàn ông bắt đầu khóc trong khi hai người đeo mặt nạ vuốt ve đầu và lưng của anh ta. Có một số giả thuyết về đoạn clip, một trong số đó khẳng định rằng người đàn ông xuất hiện trong video đã phải chịu đựng bốn ngày đói khát và sau đó anh ta bị ép ăn thịt của người vợ đã khuất.
Đoạn video được tải lên YouTube với tiêu đề "Blank Room Soup" và "Torture Soup" và nhanh chóng trở nên phổ biến. Trang phục được sử dụng trong video là trang phục của các nhân vật được gọi là RayRay, được tạo ra bởi RayRay, các nhân vật này ban đầu được tạo ra vào năm 2002 khi Persi bắt đầu vẽ những nhân vật này dựa trên hình ảnh của mình về bản thân. Có nhiều ý kiến cho rằng video không phải do Persi tạo ra và trang phục trong video có thể đã bị đánh cắp sau một buổi trình diễn trực tiếp.

### The Expressionless
"The Expressionless" là một câu chuyện được thêm vào Tumblr Creepypasta vào tháng 6 năm 2012. Câu chuyện lấy bối cảnh vào tháng 6 năm 1972, một người phụ nữ xuất hiện trong bệnh viện Cedar Senai và bà ta chỉ mặc mỗi một chiếc váy đẫm máu. Người phụ nữ có khuôn mặt giống ma-nơ-canh với một con mèo con bị kẹp trong hàm. Bà ta kéo con vật ra và ném nó sang một bên sau đó gục xuống. Các bác sĩ quyết định rằng thuốc an thần sẽ là lựa chọn tốt nhất. Sau khi cố gắng dỗ dành bà ấy, người phụ nữ bật dậy khỏi giường. Các nhân viên cố gắng kiềm chế bà nhưng đã không ngăn được việc bà ta thảm sát dã man và ăn thịt toàn bộ nhân viên bằng cách sử dụng hàm răng sắc nhọn của mình. Một nữ bác sĩ đã sống sót sau cuộc thảm sát và đặt biệt danh cho bà ta là "The Expressionless".

### Zalgo

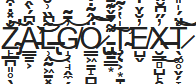
Ký tự Zalgo

Zalgo là một nhân vật creepypasta định kỳ được xem như một vị thần, một thế lực siêu nhiên trừu tượng hoặc một nhóm tập thể bí mật. Khái niệm này bắt nguồn từ năm 2004 trên diễn đàn Something Awful với các bản phim hoạt hình được chỉnh sửa để mô tả các nhân vật bị đột biến và chảy máu mắt trong khi ca ngợi Zalgo. Các mô tả được kết hợp với một dạng văn bản méo mó độc đáo được gọi là ký tự Zalgo.

### Hi I'm Mary Mary
Hi I'm Mary Mary (thường được viết cách điệu là hiimmarymary) là một câu chuyện được kể qua loạt video YouTube. Câu chuyện kể về Mary, một ngày kỳ lạ của cô khi thức dậy như mọi ngày bình thường trong một ngôi nhà giống như ngôi nhà cô đang ở của ông bà cô, tuy nhiên không có ai ở đó và cô cũng không thể làm gì để thoát khỏi đó. Mary quyết định ghi lại những trải nghiệm của mình khi ở trong nhà để giữ cho bản thân luôn bận rộn. Vào ban ngày ngôi nhà chủ yếu bình thường và yên tĩnh nhưng khi màn đêm buông xuống, những thứ kỳ lạ và ma quái đại diện cho chứng bệnh tâm thần xuất hiện để hành hạ cô.

### Mereana Mordegard Glesgorv
Mereana Mordegard Glesgorv là tiêu đề của một video dài 22 giây được tải lên YouTube vào năm 2008 bởi một người dùng có tên là erwilzei. Trong đó là cảnh quay sử dụng một bộ lọc màu đỏ và có một người đàn ông lặng lẽ nhìn chằm chằm vào máy ảnh. Một phiên bản dài hơn một chút đã được sản xuất sau đó, trong đó người đàn ông đột nhiên nhếch mép cười ở cuối video, nó đã được đi kèm với một câu chuyện ngắn trong đó nói rằng một số người xem đã xem toàn bộ đoạn phim dài khoảng hai phút sau đó đã phát điên vì những gì họ nhìn thấy, cuối cùng dẫn đến việc một số người tự móc đôi mắt của họ và gửi chúng đến trụ sở của YouTube. Người đàn ông nhìn thấy trong video sau đó được xác định là Byron Cortez, một công dân của Quần đảo Virgin thuộc Hoa Kỳ.

### Herobrine
Herobrine là một nhân vật creepypasta của Minecraft. Câu chuyện bắt đầu bởi một người chơi Minecraft, khi anh ấy chơi phiên bản Alpha v1.0.17_04, khi vào ngôi nhà ở tầng 2, anh ấy thấy một người chơi khác giống Steve, nhưng có mắt trắng và không có con ngươi, anh ấy không có tên hiển thị, không hành động gì hết. Khi vào tầng 1, Herobrine tiến đến anh ấy và giết anh ấy. Xong rồi anh chia sẻ. Sau đó, anh ấy đăng lên Minecraft CreepyPasta Wiki và CreepyPasta Wiki. Hiện nay, đa phần người chơi, kể cả Mojang đều cho rằng Herobrine là một câu chuyện hoang đường không có thật.

## Những tập phim bị mất
Những tập phim bị mất là một nhánh con phổ biến của creepypasta, nó xoay quanh các tập bị mất trên phương tiện khác nhau. Những tập bị mất này thường được giải thích là đã bị ngăn phát sóng hoặc bị hủy trong quá trình phát sóng do các khía cạnh gây tranh cãi, người lớn hoặc đáng lo ngại, chẳng hạn như bạo lực hình ảnh, máu me và chủ đề người lớn.

### Candle Cove
"Candle Cove" là một câu chuyện năm 2009 của Kris Straub viết dưới dạng một chuỗi bài đăng diễn đàn trực tuyến trong đó mọi người hồi tưởng về một loạt phim truyền hình dành cho thiếu nhi từ những năm 1970, liên quan đến một cô gái trẻ - nhân vật chính của loạt phim - tham gia vào cuộc phiêu lưu với một diễn viên cướp biển. Các áp phích chia sẻ ký ức về những con rối đáng sợ trong bộ truyện và nói chuyện về những cơn ác mộng do xem một số tập phim (chẳng hạn như những tập liên quan đến một nhân vật phản diện có tên là Skin-Taker và một tập không có lời thoại nào ngoài việc la hét).
Syfy đã công bố một bộ phim truyền hình dựa trên câu chuyện vào năm 2015 do Nick Antosca và Max Landis chuyển thể. Câu chuyện tạo nên mùa đầu tiên của Channel Zero đã được công chiếu vào ngày 11 tháng 10 năm 2016.

### Sự cố Wyoming
The Wyoming Incident là trường hợp của một video bị cáo buộc đã làm gián đoạn quá trình truyền của KTWO-TV tại Hạt Niobrara, Wyoming vào năm 2006.  Đoạn video cho thấy đầu người không có cơ thể đang thực hiện các cử chỉ, tư thế và cảm xúc khác nhau và thậm chí vị trí camera cũng thỉnh thoảng di chuyển, thường là 5 đến 10 giây. Tất cả những người xem video đều bị ảo giác, đau đầu hoặc nôn mửa. Trong khi một số người tin rằng đó là điều gì đó huyền bí, điều này được cho là do tiếng ồn khó nghe phát ra trong video. Mọi nỗ lực để bắt được hacker đã gây ra điều này đều vô ích.
Để tưởng nhớ đến creepypasta này, một trò chơi điện tử được phát triển bằng chương trình Raycasting Game Maker đã được phát hành vào năm 2010. Trò chơi đã sử dụng hình ảnh từ video Sự cố Wyoming cho các bức tường, kẻ thù và hơn thế nữa.

### Tập phimSpongeBobBootleg
Tập SpongeBob Bootleg là một câu chuyện ban đầu được tải lên trên Creepypasta Wiki vào năm 2011. Bằng chứng duy nhất còn sót lại của cuốn băng này được tìm ra bởi 5 thanh thiếu niên (2 người đã tự tử và 1 người mất tích) sau khi họ lục thùng rác gần một cơ sở tâm thần bị bỏ hoang, trong đó là một hình ảnh đã chỉnh sửa từ tập SpongeBob SquarePants, "Dumped." Hình ảnh bao gồm một nền thiếu sáng của phòng khách của SpongeBob và một SpongeBob không miệng với đôi mắt đỏ ngầu. Nhiều hình ảnh trong số này là GIF của SpongeBob nếu người xem nhìn chằm chằm vào nó đủ lâu.

### Suicidemouse.avi
"Suicidemouse.avi" là tên của một đoạn phim dài 9 phút về chuột Mickey đã được được tải lên dưới dạng Video YouTube vào năm 2009, với video quay lại cảnh một đoạn phim bị cấm chiếu của Chuột Mickey do chính Walt Disney thực hiện trong thời kỳ hoàng kim những năm 1920 của hoạt hình Mỹ. Đoạn phim đáng sợ này bắt đầu bằng một đoạn phim hoạt hình dài 3 phút quay cảnh Mickey đi bộ xuống phố với vẻ mặt buồn tẻ, gần như chán nản. Trong khi đó, nền nhạc là âm thanh của một cây đàn piano bị chơi kém. Từng chút một, video bắt đầu bị giật, trục trặc và biến dạng khi âm thanh nhiễu trắng thay thế cho nhạc piano ban đầu. Đi cùng với sự thay đổi kỳ dị ấy này là chính chú chuột Mickey, chú bắt đầu nhệu nhạo sau một lúc và bắt đầu chạy nhanh hơn. Ở mốc 8 phút, âm thanh lại thay đổi một lần nữa, lần này là tiếng một người phụ nữ đang khóc trong đau đớn và khi tiếng khóc ngày càng to hơn, hình ảnh thay đổi. Các đường phố và vỉa hè Mickey đang đi bộ bắt đầu di chuyển theo hướng bất thường. Khuôn mặt của Mickey bắt đầu sụp xuống khi nhãn cầu của của chú lăn xuống đáy cằm và nụ cười của chú chuột nhếch lên phía bên trái gương mặt. Tiếng la hét tiếp tục kéo dài đến phút thứ 9 khi tập phim kết thúc với cảnh Mickey bỗng bị văng lên trên không, xoay tròn rồi rơi xuống đất, chết và hình ảnh đầu của Mickey xuất hiện trên màn hình (tương tự như phần kết của mọi tập phim phim hoạt hình chuột Mickey cổ điển cùng thời điểm đó). 30 giây, trong khi âm thanh như hộp nhạc bị vỡ sẽ phát trong nền. 30 giây còn lại được cho là chưa được công chúng biết đến, mặc dù có ý kiến cho rằng bất cứ điều gì diễn ra trong 30 giây cuối cùng đó đều gây chấn thương và ám ảnh về mặt tinh thần, dẫn đến việc nhân viên xem tập phim này đầu tiên đã tự tử bằng cách giật súng từ một nhân viên bảo vệ sau khi xem và thốt ra cụm từ "Cả đời tôi...cả đời tôi chưa từng chứng kiến điều gì kinh khủng như vậy !".
Creepypasta này đã được chuyển thể thành phim vào ngày 15 tháng 6 năm 2018 do Christo Lopez làm đạo diễn. Kinh phí hơn 5.000 đô la và nó được quay ở Hoa Kỳ.

### Dead Bart (7G06)
"Dead Bart" là một câu chuyện của nhà văn K.I. Simpson. Phim kể về gia đình Simpson cùng nhau đi du ngoạn trên máy bay, nhưng Bart trở nên không bình thường, cậu bé khi đang ngồi thì bỗng nhiên cửa sổ máy bay vỡ tung và bị hút ra ngoài, rơi xuống đất và mất mạng. Sau một cái cảnh phim rõ ràng là rất thực tế về xác chết của cậu, cảnh tiếp theo của chương trình có một cảnh siêu thực về nỗi đau buồn của gia đình Simpson. Cảnh thứ ba mở đầu với một thẻ tiêu đề cho biết một năm đã trôi qua. Homer, Marge và Lisa tiều tụy, gầy trơ xương, và vẫn ngồi trên bàn. Không có dấu hiệu của Maggie hoặc các vật nuôi. Họ quyết định đến thăm mộ của Bart. Springfield hoàn toàn vắng vẻ, khi họ bước đến nghĩa trang, những ngôi nhà ngày càng trở nên mục nát. Họ đến mộ của Bart, nơi thi thể của Bart chỉ đơn giản là nằm trước bia mộ của cậu, trông giống như cái xác trong cảnh đầu. Gia đình lại bắt đầu khóc, nhưng cuối cùng, họ dừng lại và ngây người nhìn thi thể của Bart. Gần cuối, máy quay bắt đầu phóng to vào khuôn mặt của Homer và theo tóm tắt, Homer cũng kể một câu chuyện cười trong phần này. Tập phim kết thúc với việc thu nhỏ nghĩa trang, có tên của từng ngôi sao khách mời của Simpsons trên bia mộ với những người chưa chết đều có cùng ngày chết.

### Squidward's Suicide (Red Mist)
Toàn bộ câu chuyện được kể dưới góc nhìn của một thực tập sinh tại Nickelodeon Studios vào năm 2005 khi còn là một sinh viên làm hoạt hình. Anh và một số đồng nghiệp khác đã nhận được một cuốn băng để chỉnh sửa có tiêu đề "Squidward Suicide" cho loạt phim SpongeBob SquarePants. Các nhân viên ban đầu cho rằng đó chỉ là một trò chơi khăm văn phòng. Video có cảnh Squidward đang chuẩn bị cho một buổi hòa nhạc. Sau khi Squidward chơi xong tại buổi hòa nhạc thì đám đông chế nhạo Squidward. Đoạn tiếp theo cho thấy Squidward đang ngồi trên giường một cách thất vọng, trong khi những tiếng động lạ và khó chịu phát ra và trở nên to hơn trong nền. Bối cảnh được nối với những ánh sáng chớp nhoáng về những đứa trẻ bị giết, mỗi khi tiếng động lại lớn hơn khi cắt ngang quay lại Squidward - giờ đây anh ta mang đôi mắt đỏ 'siêu thực'. Cuối cùng, Squidward tự bắn mình sau khi một giọng nói trầm và tách biệt ra lệnh và video kết thúc.
Hình ảnh lưu hành của Squidward mắt đỏ có liên quan đến creepypasta này đã được lấy trong bộ truyện và được đưa vào phần phát sóng ban đầu chưa cắt của mùa 12 tập "SpongeBob in RandomLand". Theo Vincent Waller (người dẫn chương trình và đồng điều hành sản xuất của phần 12), mục đích của việc này là để chế nhạo "fanfiction khó tính" và anh ấy đã gọi "Squidward's Suicide" là một fanfiction lố bịch", anh nói rõ thêm rằng nó chỉ nhằm mục đích tham khảo và nhân vật "Red Mist Squidward" là "không thực tế với cốt phim".

## Hư cấu của người hâm mộ
Mặc dù những câu chuyện sau đây không phù hợp với định nghĩa điển hình của creepypasta - thường được viết từ góc nhìn trong vũ trụ, chúng đôi khi được kết hợp với thể loại này:

### Cupcakes
Ban đầu được đăng lên bảng /co/ của 4chan bởi Drecker Jones dưới bút danh "Sergeant Sprinkles", Cupcakes là một fanfiction dựa trên chương trình My Little Pony: Friendship Is Magic. Trong truyện, Rainbow Dash đến thăm Pinkie Pie sau khi được cô ấy mời đến tiệm bánh. Rainbow Dash được cho biết cô ấy sẽ làm bánh cốc nướng (cupcakes) với Pinkie Pie, tuy nhiên Pinkie Pie đã đánh gục cô ấy bằng một cái chày. Rainbow Dash sau đó được đưa đến một căn phòng tối đầy những chiếc đầu bị cắt rời đầy máu me của các pony khác. Pinkie Pie nói rằng cô ấy sẽ làm bánh cốc từ "Rainbow Dash" (theo đúng nghĩa đen). Câu chuyện mô tả cách Pinkie Pie cắt rời từng bộ phận cơ thể, tứ chi của Rainbow Dash cho đến khi cô chết vì mất máu và đau. Câu chuyện kết thúc với việc Apple Bloom tham gia tiệc trà cùng Pinkie Pie, người hiện đang làm bánh cốc bằng Diamond Tiara (theo đúng nghĩa đen).

### Rainbow Factory
Được tạo ra bởi người dùng internet tên Aurora Dawn, "Rainbow Factory" là một fanfiction của My Little Pony: Friendship is Magic kể về câu chuyện của hai Pegasi, Scootaloo và Orion, những người đã trượt trong một bài kiểm tra bay do cố gắng giúp một Pegasus thứ ba là Aurora, người bị gãy cánh khi đang bay. Họ được chuyển đến một nhà máy thời tiết lớn được quản lý bởi Rainbow Dash. Sau khi bị nhốt trong một căn phòng lớn với một số người khác, Rainbow Dash tiết lộ cách cầu vồng được tạo ra thông qua việc sử dụng những con Pegasi còn sống, bị cắt xén được đưa qua một cỗ máy gọi là Thiết bị Pegasus giúp chuyển đổi xác chết của họ thành từng màu (được gọi là Spectra), sau đó nó được trộn lại với nhau để làm cầu vồng. Sau khi cố gắng trả đũa Rainbow Dash và sự tàn ác trong nhà máy, Orion bị xích vào cỗ máy và bị vặn cho đến khi xương sườn của anh ta vỡ nát, trước khi bị ném vào thiết bị. Scootaloo cố gắng trốn thoát khỏi Rainbow Dash, kẻ đang hiện đang điên cuồng và mất trí nhưng không thể được khi cô bị lính canh bắt và quăng vào máy, nơi cô nói những lời cuối cùng của mình với Rainbow Dash; "Bạn có đôi mắt đẹp." Kết thúc câu chuyện mơ hồ về số phận của cô. Phần tiếp theo của bộ này hai mươi năm sau, xoay quanh hai chú ngựa con khác thoát khỏi việc bị biến thành cầu vồng và cuộc sống của những công nhân trong nhà máy.

## Trò chơi điện tử creepypasta
Những creepypasta này tập trung vào các trò chơi điện tử có nội dung kỳ dị hoặc bạo lực; nội dung này có thể tràn ra thế giới thực và khiến người chơi tự gây hại cho bản thân hoặc người khác. Nhiều trò chơi điện tử rùng rợn liên quan đến các thực thể xấu xa như ma hoặc trí tuệ nhân tạo.

### Ben Drowned
Ben Drowned là một câu truyện kể về một phiên bản game hết sức khủng khiếp của trò The Legend of Zelda: Majora's Mask, chuyện bắt đầu khi một anh thanh niên nọ mới bắt đầu vào ký túc xá đại học và được một người bạn tặng cho một chiếc máy Nintendo 64 để chơi giải khuây, mọi chuyện khá là bình thường cho đến khi một ngày nọ anh đi một vòng quanh khu dân cư và anh bắt gặp một ông lão bán đồ cổ, trong đó cũng có vài chục băng game cũ và vài chiếc Gameboy. Nhưng khi anh hỏi về một băng game cho Nintendo 64 thì ông lão đã đưa cho anh một băng game với dòng chữ "Ben" được viết nguệch ngoạc bằng bút lông, anh cảm thấy khá là kì lạ nhưng quyết định thử mua về chơi thử, khi rút ra tờ 100 đô la Mỹ để trả thì ông lão ngay lập tức nói "Nè con ơi !, con không cần phải trả tiền cho băng game đó đâu, nó từng thuộc về một thằng bé tên là Bon....Ben gì đó. và ông nghĩ chắc nó hư rồi", anh liền cảm ơn ông cụ và phóng ngay về ký túc xá
Không cần phải nói nhiều, vừa về là anh đã chui nhanh ra khỏi xe và phóng như tên bắn lên phòng. Bật máy lên sau đó thổi vô băng vài cái rồi đút vào máy và câu truyện khủng kiếp, ám ảnh và đầy ghê rợn của anh ta cũng vào ta cũng bắt đầu vào đề. Khi game hiện lên giao diện thì nó là phần game Majora's Mask, anh vào phần file save của game và có một file trong save slot đứng tên '"Ben" và đã có đủ 24 cái mặt nạ (Coi như đã phá đảo game), nhưng anh ta chọn new game để chơi. có một điều kỳ quái là tất cả NPC đều gọi anh là "ben", nhạc nền game thì lúc chạy xuôi lúc chạy ngược và kèm theo những tiếng cười kỳ quái, nhân vật Link thì bị bug và glitch một cách điên cuồng khiến cho nhân vật của anh biến thành những hình dạng rất đáng sợ, và anh nhận ra rằng anh luôn bị truy sát bởi.....1 Link khác có gương mặt dị hợm. Khi anh cố xóa file save của "Ben", game bị crash. Và khi vào lại game thì anh thấy một file save nữa xuất hiện tên là "Drowned" (Chết đuối)....

### Hội chứng thị trấn Hoa Oải Hương
Truyền thuyết này cho rằng, ngay sau khi trò chơi điện tử Pokémon Red và Green được phát hành tại Nhật Bản vào năm 1996, tỷ lệ tử vong ở trẻ em từ 10–15 tuổi đã tăng lên. Những đứa trẻ đã chơi trò chơi này được cho là đã hét lên kinh hoàng khi nhìn thấy một trong hai trò chơi được đưa vào máy chơi game cầm tay Game Boy và có những hành vi thất thường khác, trước khi tự sát bằng các phương pháp như treo cổ, nhảy lầu và tự cắt xéo thân thể một cách nghiêm trọng. Các vụ tự sát được cho là có liên quan đến bản nhạc nền kỳ quái được phát ở địa điểm hư cấu của Thị trấn Hoa Oải Hương trong trò chơi. Theo tiêu chuẩn trò chơi, thị trấn Lavender là địa điểm có Tháp Pokémon bị ma ám, nơi có thể tìm thấy được rất nhiều ngôi mộ của các con Pokémon.
Truyền thuyết cáo buộc rằng trẻ em, ngoài việc là người chơi chính của trò chơi còn dễ bị ảnh hưởng bởi âm nhạc của Thị trấn Hoa Oải Hương vì nó được cho là kết hợp các nhịp song âm và âm sắc cao mà người lớn không thể nghe thấy. Người ta suy đoán rằng truyền thuyết được lấy cảm hứng từ một sự kiện có thật ở Nhật Bản vào năm 1997, trong đó hàng trăm khán giả truyền hình đã trải qua cơn động kinh do một cảnh có hình ảnh nhấp nháy ánh sáng xanh đỏ trong một tập của phim hoạt hình Pokémon có tên là "Dennō Senshi Porygon".

### NES Godzilla Creepypasta
NES Godzilla Creepypasta là một câu chuyện được viết bởi Cosbydaf, người cũng đã sản xuất tác phẩm nghệ thuật cho câu chuyện. Nó liên quan đến câu chuyện về một nhân vật tên Zach đã chơi một bản sao thất thường trên Nintendo Entertainment System tên là Godzilla: Monster of Monsters!. Khi Zach qua màn trò chơi, những trục trặc đơn giản bắt đầu biến thành nội dung hoàn toàn mới và những con quái vật mới và cuối cùng, một sinh vật siêu nhiên ác độc tên là Red lộ diện. Khi bí ẩn đằng sau bản chất của Red được làm sáng tỏ, nó đã tiết lộ rằng con quỷ có mối quan hệ chặt chẽ hơn với Zach hơn những gì anh ta có thể tưởng tượng. Câu chuyện kết thúc với việc Zach - đã đánh bại Red trong trận chiến cuối cùng - sau đó anh ta bán trò chơi trên eBay, anh ta không thể tự mình giữ hoặc phá hủy nó.
Câu chuyện thường được ca ngợi vì sử dụng hàng nghìn hình ảnh hai chiều do tác giả của câu chuyện tạo ra. Một fangame dựa trên câu chuyện đang được phát triển; một bản demo đã được phát hành vào năm 2017.

### Toonstruck 2
Toonstruck 2 là câu chuyện xoay quanh phần tiếp theo của trò chơi điện tử Toonstruck, được phát triển nhưng không được phát hành do lỗi thương mại của trò chơi đầu tiên. Nhân vật chính của câu chuyện, một người đam mê trò chơi phiêu lưu tên là Dave đã mua một bản sao hiếm hoi của trò chơi từ một người đàn ông đáng sợ mặc áo mưa đen; khi anh ấy chơi Toonstruck 2, bầu không khí của nó ngày càng trở nên nham hiểm đến kinh dị và trò chơi bắt đầu thay đổi thế giới thực xung quanh anh ấy (Toonstruck ban đầu là về một họa sĩ hoạt hình được chuyển đến thế giới hoạt ảnh thông qua tivi). Câu chuyện cáo buộc rằng Toonstruck 2 dựa trên một cuốn phác thảo của một họa sĩ hoạt hình bị bệnh tâm thần, người đã giết ông chủ của mình, được một trong những giám đốc điều hành của Virgin Interactive mua lại tại một cuộc đấu giá những đồ vật liên quan tới vụ giết người và lý do thực sự khiến nó bị hủy là nội dung của nó quá sốc.
Christopher Gates của SVG đã viết: "Cốt truyện chưa hoàn thiện đã chứng tỏ nó là mảnh đất màu mỡ cho những người hâm mộ, những người dường như rất vui khi điền vào chỗ trống... Nếu Toonstruck đã hoàn thành thì có lẽ nó sẽ lụi tàn sớm rồi. Nhưng thât may mắn là không phải vậy, và bí ẩn đã giữ chân những người hâm mộ "Toonstruck" trong hơn 20 năm - và sẽ còn lâu nữa trong tương lai."

### Sonic.exe
Sonic.exe là một câu truyện kinh dị nổi tiếng của giới game thủ và rất phổ biến trên toàn thế giới. Chuyện bắt đầu khi có một anh chàng thanh niên nọ tên là "Tom", anh vốn là một fan hâm mộ của chú nhím tốc độ của nhà SEGA "Sonic the Hedgehog", anh cũng đã chơi gần như tất cả các bản game Sonic vào thời điểm ấy. Một lần nọ khi anh đang giải khuây trên chiếc máy tính quen thuộc thì bất ngờ anh nhận được một chiếc đĩa CD, trên mặt có dòng chữ Sonic.exe và một lá thư gửi từ một người bạn tên là Kyle, nội dung như sau
Này Tom, gần một tháng nay cậu vẫn ổn chứ nhỉ ?, là tôi đây, Kyle
Hôm nay tôi có vài......à không...rất nhiều thứ tôi muốn nói với cậu, cái đĩa này là một món hàng mà tui mua được trên Ebay với cái giá rẻ bèo thôi !, cỡ khoảng 4 đô la hay gì đấy (Tức 92.000 VNĐ). Nhưng 4 đô la ấy là thứ đắt giá nhất trong cả cuộc đời tôi đấy, cái đĩa CD này chứa một thứ mà tôi nói thật đừng bao giờ xem, nếu không thì cậu sẽ phải hối hận đấy !
Lạy chúa, tôi...tôi không thể chịu đựng được nữa rồi, làm ơn. Hắn đã hủy hoại cuộc đời tôi, hắn đã biến cuộc đời tôi thành địa ngục thống khổ !
giờ hắn chắc chắn sẽ tìm đến cậu đấy !
đừng để số phận của cậu cũng thành ra như tôi bây giờ, thế nên làm ơn...
ĐỐT BỎ CHIẾC ĐĨA NÀY ĐI, HOẶC LẤY THỨ GÌ ĐÓ ĐẬP NÁT NÓ RA THÀNH TỪNG MẢNH ẤY
đơn giản vậy thôi !
à !
Tôi nên nhắc cậu thêm một câu cuối cùng thôi.....
ĐỪNG NGHĨ ĐẾN VIỆC ĐÚT NÓ VÀO MÁY VÀ CHẠY CHIẾC ĐĨA ĐỂ CHƠI NHỮNG THỨ KINH KHỦNG BÊN TRONG ĐÓ !

Thân ái, Tom. Cậu bạn thân thiết nhất
Tom cảm thấy khá kỳ lạ vì anh thấy nó có chứa một một file.exe tên Sonic. Ban đầu cảm thấy điều này thật nực cười nhưng sau đó thì có chút tò mò và đã quyết định không nghe lời Kyle, anh chạy ngay đến chỗ chiếc máy vi tính quan thuộc và bắt đầu đút chiếc đĩa vào để chạy, anh mở file RAR ra và thấy có một tệp có chữ.exe, Icon là một cái vòng đỏ tươi với máu loang lổ, anh nghĩ rằng đây chỉ là một trò đùa nên đã tiếp tục click vào để chơi, và câu chuyện kinh hoàng của anh ta cũng bắt đầu từ đây
Tóm tắt lại game thì trong trò chơi kinh khủng này thì bạn sẽ được vào ba nhân vật, chú thú ăn kiến gai Knuckle the Echidna, chú cáo biết bay  Mile "Tails" Prower và gã tiến sĩ phản diện khét tiếng Robotnik (Thường thì Sonic gọi ông là Eggman), càng cố chơi thì ta lại thấy các nhân vật bị giết hại một các dã man với tiếng hét thất thanh. Kết thúc trò chơi là một bức hình rất kinh dị dễ gây ám ảnh.

### Petscop

The title screen of the fictional game, Petscop

Petscop là một loạt chương trình chiếu mạng được phát hành trên YouTube với mục đích là hãy cũng chơi trò chơi "bị mất và chưa hoàn thành" phát hành năm 1997 hỗ trợ trên hệ máy PlayStation. Trong game, nhân vật của người chơi phải bắt những sinh vật lạ được gọi là "thú cưng" bằng cách giải các câu đố. Tuy nhiên, sau khi người chơi nhập mã trên một ghi chú đính kèm với bản sao của trò chơi mà anh ta nhận được, anh ta bỗng có thể vào một phần kỳ lạ, tăm tối và ẩn của trò chơi: Newmaker Plane và sâu bên dưới nó. Mặc dù các câu đố vẫn tiếp tục, nhưng giai điệu của trò chơi thay đổi đáng kể và nhiều đề cập đến nội dung lạm dụng trẻ em; Newmaker dường như đề cập đến trường hợp đời thực của Candace Newmaker, người đã bị sát hại trong quá trình trị liệu tái sinh.

### Polybius
Một truyền thuyết thành thị cho rằng vào năm 1981, một chiếc tủ arcade có tên Polybius đã gây ra ác mộng và ảo giác cho bất ai chơi nó, nó gây nghiện rất mạnh và đã có nhiều vụ đánh nhau xô xát đến nỗi mà cảnh sát phải vào giải quyết, khiến ít nhất một người tự tử. Một số người được cho là đã trở thành nhà hoạt động chống việc chơi trò chơi sau khi chơi Polybius. Một trong những truyền thuyết đô thị lâu đời nhất liên quan đến trò chơi điện tử, Polybius đã đi vào văn hóa đại chúng và nhiều fangames đã được tạo ra như những nỗ lực tái tạo lại trò chơi. Nhưng có một bí ẩn rằng người ta nhìn thấy những người mặc comple đen tới những chiếc máy game để thu tập các bộ phận của hay dữ liệu của máy

### Pale Luna
Pale Luna là một truyền thuyết creepypasta kể câu chuyện về một trò chơi phiêu lưu dựa trên văn bản tên là "Pale Luna." Chưa bao giờ được xuất hiện bên ngoài Khu vực vịnh San Francisco, trò chơi bắt đầu với một số dòng chữ: "Bạn đang ở trong một căn phòng tối. Ánh trăng chiếu qua cửa sổ. Có vàng ở một góc, cùng với một cái xẻng và một sợi dây. Có một cái cửa phía đông. Lệnh là gì?". Sau khi hoàn thành cấp độ 1, cấp độ tiếp theo hiển thị dòng chữ có nội dung: "Đạt được phần thưởng của bạn. Pale Luna mỉm cười với bạn. Bạn đang ở trong một khu rừng, có những con đường đi đến phía bắc, phía tây và phía đông. Lệnh là gì?".
Hầu hết người chơi mô tả trò chơi như một trò đùa vì sở thích tồi tệ và việc lười biếng trong khả năng lập trình, cũng như bị hỏng và không thể chơi được. Tuy nhiên, một người chơi tên là Michael Nevins đã chơi một bản sao để xem có điều gì vượt quá không, sau 5 giờ chơi và vài lần khởi động lại, trò chơi hiển thị dòng chữ như sau: "Pale Luna cười thật tươi. Không có lối đi nào cả. Pale Luna cười thật tươi". Mặt đất mềm. Pale Luna cười thật tươi. Đây. Lệnh là gì? ". Sau khi chọn một loạt lệnh có nội dung: "Đào lỗ. Ném vàng. Lấp lỗ", trò chơi hiển thị dòng chữ sau: "Xin chúc mừng, 40.24248 -121.4434." Sau một hồi suy nghĩ, Michael đã kết luận rằng những con số này là tọa độ dẫn đến Công viên Núi lửa Lassen ở đông bắc California.
Ngày hôm sau, Nevins trang bị la bàn, bản đồ và một cái xẻng, Nevins bắt đầu cuộc tìm kiếm của mình trong công viên. Trong quá trình tìm kiếm của mình, anh nhận ra rằng những con đường anh đang đi giống với những con đường trong trò chơi. Sau một hồi đi bộ, anh ta đến được vị trí tọa độ chính xác và bắt đầu đào bới, cho đến khi anh ta tìm thấy đầu của một cô gái có mái tóc vàng đang trong tình trạng phân hủy nặng. Sau khi Nevins thông báo cho chính quyền về phát hiện kinh hoàng này, cô gái được xác định là Karel Paulsen, một bé gái 11 tuổi đã được Sở cảnh sát San Diego thông báo mất tích một năm rưỡi trước đó. Sau sự phát hiện của Michael, một cuộc điều tra đã được tiến hành để tìm ra danh tính của người lập trình trò chơi điện tử. Tuy nhiên, phần còn lại của cơ thể Karen, cũng như danh tính của tác giả của Pale Luna, không bao giờ được tìm thấy.

### Catastrophe Crow!
Catastrophe Crow! hay còn được gọi là Crow 64 là một creepypasta xoay quanh một trò chơi trên nền tảng trò chơi 3D hỗ trợ Nintendo 64 chưa bao giờ được phát hành, mà nhà phát triển của nó là Manfred Lorenz được cho là đã biến mất. Câu chuyện của trò chơi điện tử lần đầu tiên được phát hành khi một video do Youtuber Adam Butcher sản xuất được phát hành, có tựa đề "Chuyện gì đã xảy ra với Crow 64?".